# Josh Samuels
Joshua Martin Kugler "Josh" Samuels (Newport Beach, 8 de julho de 1991) é um jogador de polo aquático estadunidense.

## Carreira
Samuels integrou a Seleção Estadunidense de Polo Aquático que ficou em décimo lugar nos Jogos Olímpicos de 2016.